# Benedict Eggeling
Benedict Eggeling, född 16 februari 1999 i Eschwege, är en tysk roddare.

## Karriär
Vid U23-EM 2020 i Duisburg var Eggeling en del av Tysklands lag som tog guld i åtta med styrman. Vid U23-VM 2021 i Račice var han en del av laget som tog brons i åtta med styrman.
Vid EM 2024 i Szeged var Eggeling en del av Tysklands lag som tog silver i åtta med styrman.

## Medaljer i tyska mästerskapen
| Medalj | Gren                   | År   |
| ------ | ---------------------- | ---- |
| Guld   | Åtta med styrman mixed | 2019 |
| Silver | Tvåa utan styrman      | 2023 |
| Brons  | Tvåa utan styrman      | 2022 |